# Halfschaduw (standplaats)

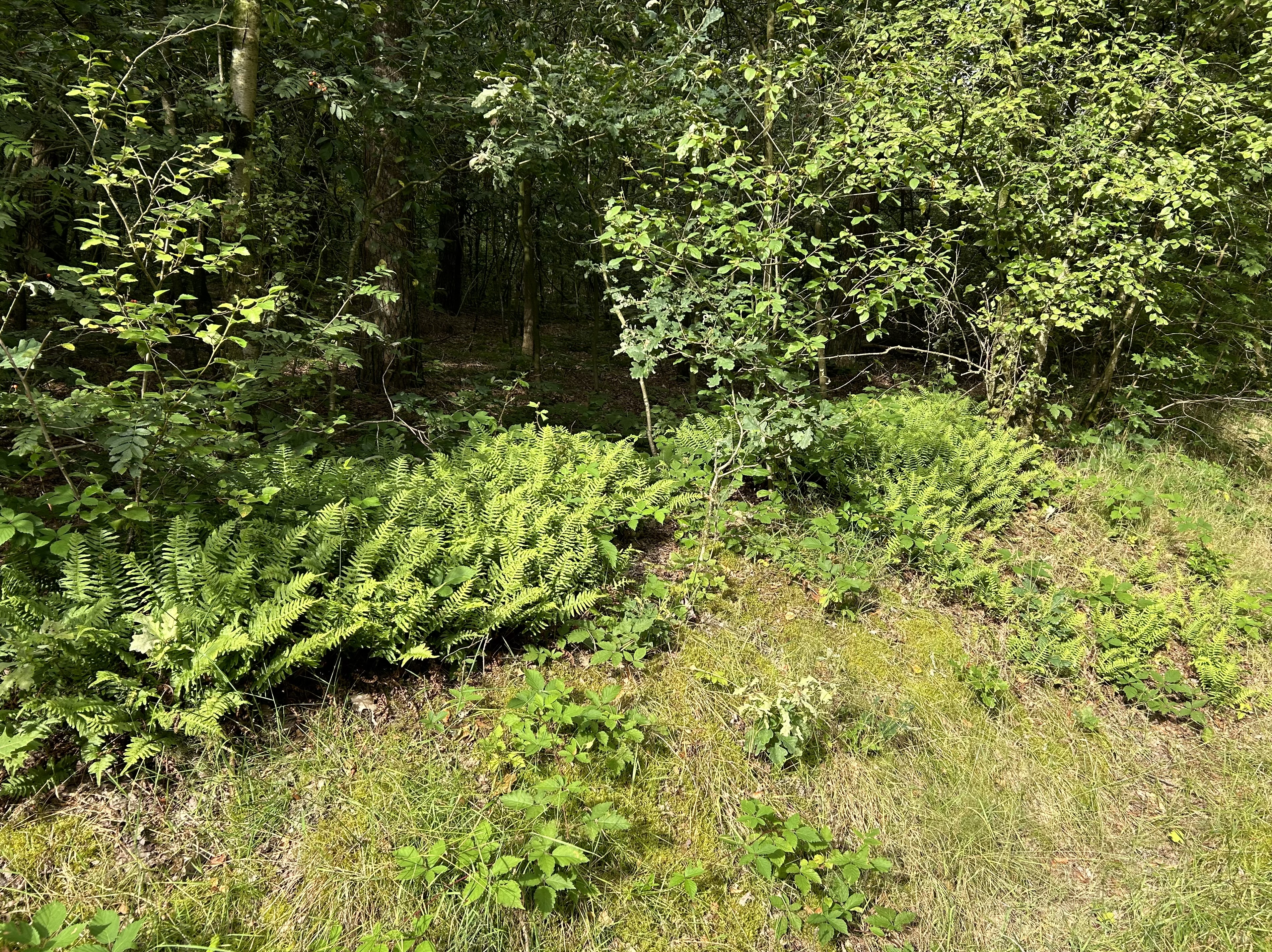
Zoomvegetatie van de associatie van eikvaren en knopjesmos op een standplaats in de halfschaduw.

In de ecologie en de tuinbouw wordt met halfschaduw een standplaats van een plant of schimmel bedoeld die is geëxponeerd op ongeveer drie volle uren middagzon tot ongeveer vijf uren ochtendzon. Tevens wordt de term ook gebruikt voor een standplaats in de volle zon waarin het zonlicht echter gefilterd of wisselend doordringt, zoals op de bosgrond van zeer ijle bossen.